# José Javier Díaz
José Javier Díaz (Villa del Totoral, gobernación del Tucumán, febrero de 1764 - Villa del Totoral, provincia de Córdoba (Argentina), 19 de julio de 1829) fue un militar y político argentino, fundador del partido federal en la provincia de Córdoba, y primer gobernador de esa provincia elegido por las autoridades locales.

## La Revolución de Mayo
Era hijo de, Francisco Antonio Diaz, un rico estanciero que compró la estancia Santa Catalina, que había pertenecido a la Compañía de Jesús, donde José pasó su infancia. Estudió en el Real Colegio Convictorio de Nuestra Señora de Monserrat de la ciudad de Córdoba, pero no completó sus estudios de derecho.
Heredó el manejo de la estancia de su padre, y pasó su juventud entre las actividades rurales y las milicias urbanas y de las fronteras con los indios. Formó parte de las tropas enviadas por Córdoba a combatir las invasiones inglesas al mando del virrey Sobremonte.
Conocida la Revolución de Mayo en Córdoba, un grupo de realistas pretendió hacerle frente, dirigidos por el ex virrey Santiago de Liniers, el gobernador Juan Gutiérrez de la Concha y el obispo Rodrigo de Orellana. También estaba con ellos un cuñado de Díaz, pero este se negó a prestarles obediencia y se hizo cargo del mando militar cuando los realistas dejaron la ciudad, huyendo de las tropas patriotas, que los fusilarían poco más tarde.
Fue confirmado en el mando de las fuerzas de la provincia por la Primera Junta y fue ascendido a coronel. Envió varios contingentes de voluntarios al Ejército del Norte y personalmente hizo importantes donaciones de caballos y ganado.
Cuando el gobernador Juan Martín de Pueyrredón dejó Córdoba camino al Alto Perú, fue miembro de la Junta Subalterna que gobernó la provincia por unos meses en 1811. Más tarde fue comandante de armas de la provincia y gobernador provisorio en más de una oportunidad. Pero a fines de 1813 fue desplazado por orden del Segundo Triunvirato, obsesionado con ubicar oficiales porteños en todos los puestos de importancia en las provincias.
Desde esa época comenzó a gestarse un movimiento tendiente a lograr la autonomía local en Córdoba, como en casi todas las demás provincias. En 1815, el gobernador era Francisco Ortiz de Ocampo, que vio crecer la oposición interna. En marzo de ese año, el caudillo federal José Artigas ayudó a separarse de la tutela de Buenos Aires a la provincia de Santa Fe, y desde allí amenazó con invadir la provincia de Córdoba, cosa que en realidad no estaba en condiciones de hacer.

## Gobernador de Córdoba
Pero la amenaza surtió efecto y Ocampo renunció. Sin consultar al Directorio, el cabildo se apuró a nombrar gobernador a José Javier Díaz, que asumió el 4 de junio de 1815. Contaba con el apoyo de los partidarios de Artigas y de los autonomistas moderados. Emitió una proclama separándose de la obediencia de Buenos Aires y poniéndose bajo la protección del jefe oriental, y poco después ordenaba festejos por la deposición de Carlos María de Alvear. Envió a José Antonio Cabrera al Congreso de Arroyo de la China, organizado por Artigas para dar forma a lo que ya se llamaban "Los Pueblos Libres", entendiéndose que eran libres de España y de las pretensiones hegemónicas de Buenos Aires.
Disminuyó los impuestos, instaló una Casa de Moneda y se manejó con gran prudencia en lo económico. Era un gobernante de carácter tranquilo y reservado, pero de gran autoridad. Expulsó al obispo Orellana, el mismo que se había salvado de ser fusilado en 1810, porque había participado en una conspiración de españoles.
Al ser convocado el Congreso de Tucumán, la de Córdoba fue la única provincia artiguista que envió diputados (Cabrera, Jerónimo Salguero y Eduardo Pérez Bulnes). El Congreso eligió para Director Supremo a Pueyrredón, que no veía con buenos ojos la autonomía cordobesa, y también tuvo roces con el Deán Gregorio Funes y su hermano Ambrosio.
En su casa de Córdoba se reunió con Pueyrredón y José de San Martín, poniéndose éstos de acuerdo para el plan de liberar Chile y Perú. Se comprometió a enviar recursos y tropas al Ejército de los Andes.
En agosto de 1816 se negó a ayudar a Santa Fe frente a la invasión porteña de Eustoquio Díaz Vélez, ya que había jurado obediencia al Congreso y al Directorio. Ese gesto lo enemistó con los demás jefes federales, y el coronel Juan Pablo Bulnes se sublevó. Díaz intentó llegar a un arreglo con Bulnes, mientras Pueyrredón lo relevaba del mando provincial. Pero el gobernador le negó autoridad para hacerlo, porque había sido nombrado por el Cabildo provincial y sólo podía ser depuesto por este. Se dirigió entonces contra Bulnes, pero este lo derrotó pocas leguas al norte de la ciudad. Se retiró a su estancia de Santa Catalina, de donde salió para entregar el mando a Ambrosio Funes, el 29 de septiembre de 1816.

## Segundo mandato y últimos años
Permaneció retirado en Santa Catalina mientras se desarrollaba la guerra civil entre Bulnes y Funes y comenzaba la guerra entre Santa Fe y el Ejército del Norte, cuyo jefe en Córdoba era Juan Bautista Bustos. 
El 7 de enero de 1820, los oficiales del interior del Ejército del Norte se sublevaron en el llamado “motín de Arequito” contra el Directorio. Se habían enrolado para luchar contra los realistas, que aún dominaban Alto Perú, y estaban hartos de pelear contra otros argentinos. Al mando de Bustos, se volvieron hacia Córdoba.
Al saberse la noticia, un cabildo abierto nombró gobernador a José Javier Díaz, que juró el 23 de enero de 1820. Pocos días después, recibía en triunfo a Bustos y al Ejército. Proclamó la autonomía absoluta de la provincia y llamó a elecciones. Si bien sus partidarios querían que continuara en el poder, fue elegido Bustos, que también tenía sus partidarios (entre ellos Bulnes y los Funes) y –mucho más decisivo– tenía un ejército. Dejó el mando a Bustos el 19 de marzo de 1820.
Al año siguiente secundó a Faustino Allende y José María Paz en una fracasada revolución contra Bustos, y tuvo que huir a Catamarca. Pasó los restantes años de su vida en su estancia de Santa Catalina, aunque fue diputado provincial y apoyó a Bustos.
Cuando el general Paz invadió la provincia de Córdoba para deponer a Bustos, pidió ayuda a Díaz. Pero este estaba ya muy enfermo, y murió en la ciudad de Córdoba en julio de 1829.